# Сеймур, Кларин
Кларин Сеймур (англ. Clarine Seymour; 9 декабря 1898 — 25 апреля 1920) — американская актриса эпохи немого кино.

## Ранняя жизнь
Сеймур родилась в Бруклине, в весьма обеспеченной семье Альберта и Флоренс, исповедовавших методизм, у нее также был младший брат. Альберт Сеймур имел собственный бизнес, но в начале 1916 года он заболел и был вынужден закрыть дело. Вскоре семья перебралась в Нью-Рошелл, где Сеймур устроилась на работу в киностудию Thanhouser Company, занимавшейся производством массовых фильмов. Чтобы помочь своей семье, она снялась в двух короткометражках, произведённых этой студией: Горшки-и-Сковородки Пэгги и Это случилось с Адель. После этого она начала сотрудничать с кинокомпанией Pathé и, в частности, снималась вместе с Перл Уайт.

## Карьера
В 1917 году Сеймур снялась в фильме Pathé's Таинственный двойной крест, в котором выступила в роли оппонента Молли Кинг. После этого на неё обратил внимание Хэл Роуч и предложил ей контракт со своей кинокомпанией Rolin Film Company. Сеймур согласилась и перебралась в Лос-Анджелес, чтобы сняться в главной женской роли в комедийном сериале Клоун То-то (сыгранную Армандо Новелло). Она снималась в этом телесериале на протяжении всего 1918 года, и также имела второстепенную роль в короткометражной комедии Просто шумим (1918), где сыграла оппонента Стэна Лорела. Однако контракт с Rolin был расторгнут после отказа Сеймур самостоятельно исполнять свои трюки. Подав иск против компании, она получила компенсацию в размере 1,325 долларов (около 21000 по нынешним меркам). Пока дело находилось на рассмотрении, Сеймур снималась в короткометражках Эла Кристи.
В 1918 году Сеймур встретила Виктора Хермана. Херман снял одну кинопробу Сеймур и одну кинопробу с Д. У. Гриффитом для Artcraft stock company Роберта Харрона. Гриффит был доволен актёрской работой Сеймур и снял её вместе с Харроном, Ричардом Бартелмессом и Кэрол Демпстер в драме Девушка, которая осталась дома (1919). Несмотря на то, что фильм не был хорошо принят критиками, интерес к Кларин начал расти. Вскоре она вновь снялась вместе с Харроном в фильме Истинное сердце Сьюзи (1919), в котором также фигурирует Лиллиан Гиш. В то же время она снялась в фильме Будни Скарлет (1919) вместе с Ричардом Бартелмессом и Кэрол Демпстер. В 1920 году Гриффит снял Сеймур в главной роли в своей картине Идол танцоров. Фильм не был принят хорошо публикой, но в нём раскрылся актёрский талант Сеймур. Вскоре после этого Сеймур попала на обложку журнала Motion Picture Magazine.

## Смерть
В начале 1920 года Гриффит снова пригласил Сеймур на съёмки своего очередного фильма Путь на Восток. В середине съёмок, 21 апреля, Сеймур заболела из-за «удушья кишечника». Она была госпитализирована в больницу Misericordia Hospital в Нью-Йорке, но её состояние только ухудшилось. После экстренной операции Кларин скончалась из-за развившейся пневмонии 25 апреля 1920 года. Похоронена на кладбище «Greenwood Union Cemetery» в Рае, в Нью-Йорке.
На съёмках фильма Путь на Восток Гриффит заменил Сеймур танцовщицей Мэри Хэй, которая до этого была дублёршей Сеймур и подменяла её на дальних планах. Тем не менее, кадры с участием Сеймур можно увидеть в готовом фильме. 26 сентября в Robert Brunton Studios состоялась панихида по Сеймур, Ормеру Локлиру, Олив Томас и по Роберту Харрону (он покончил с собой, застрелившись через два дня после премьеры фильма Путь на Восток). Все четверо умерли в один год и были восхвалены режиссёром Уильямом Десмондом Тейлором.

## Фильмография
| Год  | Название                        | Роль                           | Примечания                                                         |
| ---- | ------------------------------- | ------------------------------ | ------------------------------------------------------------------ |
| 1917 | Тайна двойного креста           |                                | Сериал                                                             |
| 1917 | Горшки-и-Сковородки Пэгги       |                                |                                                                    |
| 1917 | Это случилось с Адель           | Мэри                           |                                                                    |
| 1918 | Одна оставшаяся ночь            |                                |                                                                    |
| 1918 | Оплатите, пожалуйста, за проезд |                                | Короткометражка                                                    |
| 1918 | Его загруженный день            |                                | Короткометражка                                                    |
| 1918 | Ходящая мебель                  |                                | Короткометражка                                                    |
| 1918 | Пожар на кухне                  |                                | Корот кометражка                                                   |
| 1918 | Пляжные орехи                   |                                | Короткометражка                                                    |
| 1918 | Изменяют ли мужья?              |                                | Короткометражка                                                    |
| 1918 | Пресечь на корню                |                                | Короткометражка                                                    |
| 1918 | Дочь Диппи                      |                                | Короткометражка                                                    |
| 1918 | Просто шумим                    | Довольная леди                 | Короткометражка                                                    |
| 1918 | Враг мыла                       |                                | Короткометражка                                                    |
| 1918 | Проверьет свой багаж            |                                | Короткометражка                                                    |
| 1919 | Забота о здоровье               | Дочь Мистера Спотлесса         | В тирах не указана Короткометражка                                 |
| 1919 | Проблемы Тото                   |                                | Короткометражка                                                    |
| 1919 | Девушка, которая осталась дома  | Красивая милашка               | Короткометражка                                                    |
| 1919 | Истинное сердце Сьюзи           | Беттина Хопкинс                | Также известен под названиями: История дурнушки Повесть о дурнушке |
| 1919 | Будни Скарлет                   | Chiquita aka Little Flameheart |                                                                    |
| 1920 | Идол танцоров                   | Мэри                           |                                                                    |
| 1920 | Путь на Восток                  | Кейт, племянница Сквайра       | Видеоматериал переснят                                             |